# Il rumore del tempo
Il rumore del tempo (il lingua originale: The Noise of Time) è un romanzo biografico del 2016 di Julian Barnes. Il titolo del romanzo è un riferimento a quello dell'opera in prosa del 1925 Шум времени (Il rumore del tempo) del poeta russo Osip Mandelstam.

## Contenuto e struttura
Il romanzo racconta alcuni momenti della vita del compositore russo Dmítrij Dmítrievič Šostakóvič. Esplora le condizioni di vita e di lavoro di un artista durante una dittatura, in particolare durante l'era dello stalinismo.
L'opera è divisa in tre parti. In ognuna di queste, viene descritta una situazione specifica che, come una cornice, fornisce il punto di partenza per i flussi di ricordi e le riflessioni di Shostakovich:
La prima parte, "sulla scala", è ambientata nel 1936: dopo che l'opera Lady Macbeth del Distretto di Mcensk aveva incontrato il disappunto di Stalin, il compositore era stato aspramente criticato, dichiarato nemico del popolo, ed addirittura accusato di complicità in una cospirazione contro il dittatore. Ora si aspetta, da un momento all'altro, di essere arrestato dalla polizia segreta (l'NKVD). Nel tentativo di risparmiare alla moglie e alla figlia neonata di essere coinvolte in tutto questo, trascorre la notte sul pianerottolo, davanti alla porta del suo appartamento, attendendo l'arrivo dei gendarmi, che però non sarebbe mai avvenuto.
Nella seconda parte, Shostakovich è "sull'aereo" di ritorno da New York, dove ha preso parte ad un congresso di pace sovietico-americano. Dopo essere stato riabilitato agli occhi della dirigenza sovietica, non voleva partecipare al congresso, per evitare di essere sfruttato dallo Stato per puri fini propagandistici. Ma  dopo aver ricevuto una telefonata da Stalin in persona, non aveva avuto scelta, ed era stato costretto addirittura a prendere ufficialmente le distanze dalle sue opere precedenti e dai compositori che in realtà ammirava, ma che erano in contrasto con la dottrina artistica socialista-realista.
La terza parte, "in macchina", racconta gli ultimi anni di Shostakovich nell'era del successore di Stalin, Nikita Krusciov. Shostakovich, oggi il compositore più famoso del suo paese, viene accompagnato in auto attraverso Mosca dal suo autista. Accetta con una certa indifferenza le numerose medaglie e onorificenze conferitegli dallo Stato, legge i discorsi e firma gli articoli di giornale che altri hanno scritto per lui. Solo la sua stretta cerchia di amici sa cosa pensi veramente, ma agli altri deve sembrare un lacchè del governo sovietico. Ritiene di essersi adattato troppo al sistema ed ha completamente perso l'autostima, anche se, ora, almeno non pensa più al suicidio come faceva negli anni precedenti.

## Edizioni
- (EN) The Noise of Time, Londra, Vintage Books, 2017, ISBN 978-1-78470-333-2, OCLC 968845273.
- Il rumore del tempo, traduzione di Susanna Basso, Torino, Einaudi, 2017, ISBN 978-8-80623-566-6, OCLC 1103648387.

| Controllo di autorità | VIAF (EN) 110146708217200842198 |